# Зелиг
«Зелиг» (англ. Zelig) — кинофильм режиссёра Вуди Аллена. Премьера фильма состоялась 15 июля 1983 года в США.

## Сюжет
Это фильм об Америке 1920—1930-х годов, в котором рассказывается о необычном персонаже по фамилии Зелиг, который умеет перевоплощаться в людей, с которыми он общается. С неграми он становится темнокожим, на вечеринке республиканцев он выступает с речами, которые одобряет собравшееся общество, а с докторами-психиатрами он способен поддерживать разговор на профессиональные темы, не выдавая своего дилетантства.

## Съёмочный процесс
Фильм, считающийся одной из лучших картин Вуди Аллена, снят в жанре мокьюментари и представляет собой один из интереснейших экспериментов в этом направлении.
В фильме в качестве «экспертов» задействованы такие известные люди, как Сьюзан Зонтаг, Сол Беллоу, Ирвинг Хоу, Бруно Беттельгейм, Ада «Бриктоп» Смит (Ada «Bricktop» Smith), Джон Мортон Блум (John Morton Blum). Аллен хотел позвать ещё Грету Гарбо, но ему это не удалось.
Создатели фильма воспользовались рядом приёмов для создания впечатления реалистичности всей истории. Так, в ленте использованы кадры старых кинохроник с известными персонажами 1920-30-х годов: Чарли Чаплином, Чарльзом Линдбергом, Альфонсом Капоне, Уильямом Херстом, Мэрион Дэвис, Жозефиной Бейкер, Фанни Брайс, Адольфом Гитлером, Йозефом Геббельсом, Германом Герингом, Джеймсом Кэгни, Джимми Уокером (Jimmy Walker), Лу Геригом, Бейбом Рутом, Бобби Джонсом и прочими. Была использована аутентичная музыка 1920-х годов; кроме того, композитор Дик Хайман (Dick Hyman) написал несколько песен про хамелеона «в старом стиле». Оператор Гордон Уиллис использовал старые объективы, кинокамеры, звуковое и осветительное сопровождение. Более того, он топтал плёнку ногами, чтоб состарить её.
Съёмки фильма заняли 12 недель, но после этого ещё год занял процесс студийной обработки и монтажа.
Пока Аллен готовил этот фильм, он успел поработать ещё над двумя — «Сексуальная комедия в летнюю ночь» и «Бродвей Дэнни Роуз».

## С точки зрения медицины
Изменения личности, происходящие с Зелигом в процессе его адаптаций, при которых изменяются его словарный запас и глубинные привычки, характерны для людей, страдающих диссоциативным расстройством идентичности (к примеру, одна личность такого человека может быть правшой, а вторая — левшой).
В 2007 году итальянские психиатры во главе с Джованни Кончильей обнаружили редкое нарушение мозговой деятельности, жертвы которого ведут себя так же, как главный герой этого фильма (с психологической, но не физической точки зрения). Они предложили назвать это нарушение «синдромом Зелига». Этот эффект используется, кстати, в пятой серии четвёртого сезона (или 75-й серии с начала) известного телесериала «Доктор Хаус».

## В ролях
- Вуди Аллен — Леонард Зелиг, человек-«хамелеон»
- Миа Фэрроу — Юдора Флетчер, врач-психоаналитик
- Патрик Хорган — рассказчик
- Мэри Луиза Уилсон — сестра Рут
- Сол Ломита — Мартин Гайст
- Ричард Литт — Чарльз Кослоу
- Джон Ротман — Пол Дегю
- Стефани Фэрроу — Мерил Флетчер
- Джон Бакуолтер — доктор Синделл
- Пол Невенс — доктор Бирский
- Гейл Хансен
- Дебора Раш

## Награды и номинации
- 1983 — награда Pasinetti Award за лучший фильм на Венецианском кинофестивале (Вуди Аллен)
- 1984 — две номинации на премию «Оскар»: лучшая операторская работа (Гордон Уиллис) и лучшие костюмы (Санто Локасто)
- 1984 — номинация на премию «Сатурн» за лучшую режиссуру (Вуди Аллен)
- 1984 — 5 номинаций на премию BAFTA: лучший оригинальный сценарий (Вуди Аллен), лучшая операторская работа (Гордон Уиллис), лучший монтаж (Сьюзан Морс), лучший грим (Ферн Бакнер, Джон Кальоне), лучшие визуальные эффекты (Гордон Уиллис, Джоэл Хайнек, Стюарт Робертсон, Ричард Гринберг)
- 1984 — две номинации на премию «Золотой глобус»: лучший фильм — комедия или мюзикл, лучший актёр в комедии или мюзикле (Вуди Аллен)
- 1984 — премия «Бодил» (Дания) за лучший неевропейский фильм (Вуди Аллен)
- 1984 — премия «Давид ди Донателло» лучшему зарубежному актёру (Вуди Аллен)
- 1984 — номинация на премию Гильдии сценаристов США за лучшую оригинальную комедию (Вуди Аллен)